# Massimiliano Parisi
Massimiliano Parisi (Catania, 30 settembre 1976) è un giocatore di football americano e allenatore di football americano italiano.

## Carriera
Cresciuto nel vivaio giovanile dei Cardinals Palermo ha militato nei campionati di silver e golden league vestendo la maglia dei Cardinals Palermo e Sharks Palermo e Seagulls Salerno. Già allenatore dell'Under 16 e dell under 20 dei Cardinals, sin dalla fondazione degli Sharks è presente nel roster della squadra come giocatore e allenatore. Ha inoltre ricoperto la carica di presidente della squadra per 2 stagioni.